# Stephanie Wehner
Stephanie Dorothea Christine Wehner, née le 8 mai 1977 à Wurtzbourg est une physicienne et informaticienne allemande. Elle est connue pour avoir introduit le modèle de stockage du bruit dans la cryptographie quantique.

## Biographie
Stephanie Wehner naît le 8 mai 1977 à Wurtzbourg. Elle étudie à l'Université d'Amsterdam et obtient son doctorat au CWI. Elle s'installe ensuite en Californie au Caltech en tant que chercheuse postdoctorale, sous la direction de John Preskill.
Wehner travaille sur la sécurité informatique, par exemple sur les rootkits, et notamment comme hackeuse. De 2010 à 2014, elle est professeure adjointe puis professeure au département informatique de l'Université nationale de Singapour et directrice de recherche au Centre des technologies quantiques. Depuis 2014, elle est à la tête de l'initiative Quantum Internet and Networked Computing à l'institut de recherche d'informatique quantique (QuTech) de l'Université de technologie de Delft.

## Travaux
Les recherches de Wehner se concentrent principalement sur la cryptographie quantique et la communication quantique. Elle a découvert avec Jonathan Oppenheim, que la proportion de non-localité en mécanique quantique est limitée par le principe d'incertitude.

### Conférences QCrypt
En 2011, elle crée avec d’autres scientifiques la série de conférences QCRYPT. Elle a lieu chaque année dans différents endroits du monde.

### Alliance Internet quantique
Stephanie Wehner est la coordinatrice de la Quantum Internet Alliance (QIA), qui a reçu un prix de dix millions d'euros de la part de la Commission européenne en octobre 2018. En 2022, elle lance avec le QIA un programme également financé par la commission pour mettre l’internet quantique à la disposition de tous.

## Publications importantes
- J. Oppenheim et Wehner, S., « The Uncertainty Principle Determines the Nonlocality of Quantum Mechanics », Science, vol. 330, no 6007,‎ 18 novembre 2010, p. 1072–1074 (PMID 21097930, DOI 10.1126/science.1192065, Bibcode 2010Sci...330.1072O, arXiv 1004.2507, S2CID 10166642).

- (en) B. Hensen, H. Bernien, A. E. Dréau, A. Reiserer, N. Kalb, M. S. Blok, J. Ruitenberg, R. F. L. Vermeulen et R. N. Schouten, « Loophole-free Bell inequality violation using electron spins separated by 1.3 kilometres », Nature, vol. 526, no 7575,‎ octobre 2015, p. 682–686 (ISSN 0028-0836, PMID 26503041, DOI 10.1038/nature 15759, Bibcode 2015Natur.526..682H, arXiv 1508.05949, S2CID 205246446).

## Distinctions
- 2016 : Titre honorifique de professeur Antoni van Leeuwenhoek de l'Université de technologie de Delft[2];
- 2019 : Prix scientifique Ammodo[11] ;
- 2022 : Membre de l'Académie royale des sciences des Pays-Bas[12].